# Van den Bergh
Van den Bergh var en margarintillverkare. Van den Bergh blev 1927 en del av Margarine Unie som i sin tur 1930 gick samman med Lever Brothers och bildade Unilever. I Sverige etablerade sig Van den Bergh på 1920-talet.
Van den Bergh grundades av Simon van den Bergh.
1961 uppförde företaget Unilever en stor margarinfabrik i närheten av vattnet inom företaget AB Liva Fabriker, då man slog ihop Unilevers Arboga margarinfabrik, Margarinfabriken Svea i Kalmar, Agra i Stockholm och Van den Berghs fabrik i Sundbyberg till en gemensam produktionsenhet som förlades till Gåshaga på Lidingö.
Namnet återupplivades 1992 när livsmedelsföretaget Van den Bergh Foods bildades av Margarinbolaget, Novia Livsmedelsindustrier och Ädel. 
Unilever Bestfoods AB bildades år 2001 genom sammanslagning av Van den Bergh Foods och den svenska delen av Bestfoods.